# Лепиота шерстистообутая
Лепиота шерстистообутая (лат. Lepiota clypeolaria) — вид грибов семейства Шампиньоновые (Agaricaceae).
Синонимы:
- Agaricus calceolarius Pers., 1801, nom. illeg.
- Agaricus clypeolarius Bull.:Fr., 1789
- Agaricus colubrinus Pers., 1801, nom. illeg.
- Lepiota clypeolaria J.E. Lange, 1940
- Lepiota colubrina (Pers.) Gray, 1821, nom. illeg.
- Lepiota clypeolaria var. ochraceosulfurescens (Locq. ex Bon) P. Roux & Guy Garcia, 2006
- Lepiota ochraceosulfurescens Locq., 1945, nom. inval.
- Lepiota ochraceosulfurescens Locq. ex Bon,1985

## Описание
- Шляпка 2—5 см в диаметре, в молодом возрасте колокольчатой формы, затем становящаяся ширококолокольчатой, с жёлто-коричневыми или красно-коричневыми чешуйками, между чешуйками беловатая.
- Мякоть белого цвета, мягкая, без особого вкуса и запаха.
- Гименофор пластинчатый, пластинки частые, свободные, кремового цвета.
- Ножка 3—10 см длиной и 3—8 мм в диаметре, хрупкая, ровная, в верхней части шелковистая, в нижней — покрытая жёлто-коричневыми, со свободным белым, с возрастом нередко исчезающим, кольцом.
- Споровый порошок белого цвета. Споры бесцветные, 7—10×5—7 мкм, широко-эллипсоидной или овальной формы.
- Встречается одиночно или небольшими группами, под хвойными породами деревьев, большей частью под лжетсугой, с конца лета по осень.
- Ядовита.

## Сходные виды
Cystoderma отличается приросшими пластинками.